# Seznam častnih občanov Občine Lenart
Seznam častnih občanov Občine Lenart je urejen kronološko:
- 2005: Franc Kramberger
- 2007: Elizabeta Muršak
- 2009: Lojze Peserl
- 2012: Bogdan Šavli